# 路德学院大学
路德学院大学（日文：／ Rūteru Gakuin Daigaku）是一所位于日本东京都三鹰市大泽的私立大学。

## 概要
教育目的为“培养精通于心灵、福祉与灵魂的专家”。校名来自于宗教改革的中心人物马丁·路德。
与为设立母体日本福音路德教会、日本路德教团培养牧师的日本路德神学校并设。位于熊本的九州路德学院大学为姊妹校。
学部每学年定员90人，每名教师平均大约对应16名学生。
校舍由建筑师村野藤吾于78岁时设计。
地理位置上与国际基督教大学及东京神学大学相邻，三校之间可相互使用图书馆等设施。

## 历史
前身为1909年于熊本县熊本市建校的路帖神学校，历经九州学院神学部、九州学院神学部专门学校后，于1925年转移至东京都中野区鹭宫，并更名为日本路德神学专门学校（日本ルーテル神学専門学校）。
1943年，与东日本多所新教神学校整合为日本东部神学校。1950年作为日本路德神学校重新建立，并于1953年开设日本路德教团神学院，次年学校法人日本路德神学校获得认可。
与神学校并设的六年制日本路德神学大学于1964年建立，学校法人也一同更名为学校法人日本路德神学大学。1966年，缔结JELC-NRK神学教育协约，并于1969年迁至三鹰市的目前所在地。此时为仅有神学部神学科的单科大学。
1976年神学部开设基督教社会福祉课程。
1982年设立成长与心理咨询研究所，1985年设立路德研究所。
1987年，将神学部神学科（神学专修课程与基督教社会福祉课程）改组为文学部神学科与社会福祉学科。
1992年神学部增设基督教心理咨询课程、基督教文化课程，并获得扩招许可。次年校内增筑。
1996年，校名变更为路德学院大学。
2000年再度获得扩招许可，并于2001年、2004年分别开设人文福祉学研究科社会福祉学专攻的硕士、博士课程。
2005年学部设置临床心理学科，神学科更名为基督教学科，文学部更名为综合人文学部；大学院设置临床心理学专攻，人文福祉学研究科更名为综合人文学研究科。
2006年获得日本临床心理士资格认定协会第1种大学院指定。建立新校舍。设立大学附属心理咨询中心。
2009年迎来创立100周年，设立大学附属、大学院附属。
2014年改组为人类福祉心理学科1学科。

## 教育

### 学部
- 综合人文学部（総合人間学部）
  - 人类福祉心理学科（人間福祉心理学科）

### 大学院
- 综合人文学研究科（総合人間学研究科）
  - 社会福祉学专攻
  - 临床心理学专攻

## 海外协定校
- 芝加哥路德神学院（英语：Lutheran School of Theology at Chicago）（美国）
- 圣奥拉夫学院（英语：St. Olaf College）（美国）
- 协和大学 (俄勒冈州)（英语：Concordia University (Oregon)）（美国）
- 平泽大学校（朝鲜语：평택대학교）（韩国）
- 亚洲社会研究所（英语：Asian Social Institute）（菲律宾）
- 林雪平大学（瑞典）
- 协和学院 (纽约州)（英语：Concordia College (New York)）（美国）
- 路德大学校（朝鲜语：루터대학교）（韩国）
- VID大学（英语：VID Specialized University）（挪威）
- 协和大学尔湾分校（美国）
- 协和大学 (内布拉斯加州)（英语：Concordia University Nebraska）（美国）[7]